# St. Wendel (Frankfurt am Main)
Die katholische Pfarrkirche St. Wendel im Frankfurter Stadtteil Sachsenhausen entstand in den Jahren 1955 bis 1957 nach Plänen des Architekten Johannes Krahn und ist dem heiligen Wendelin geweiht.

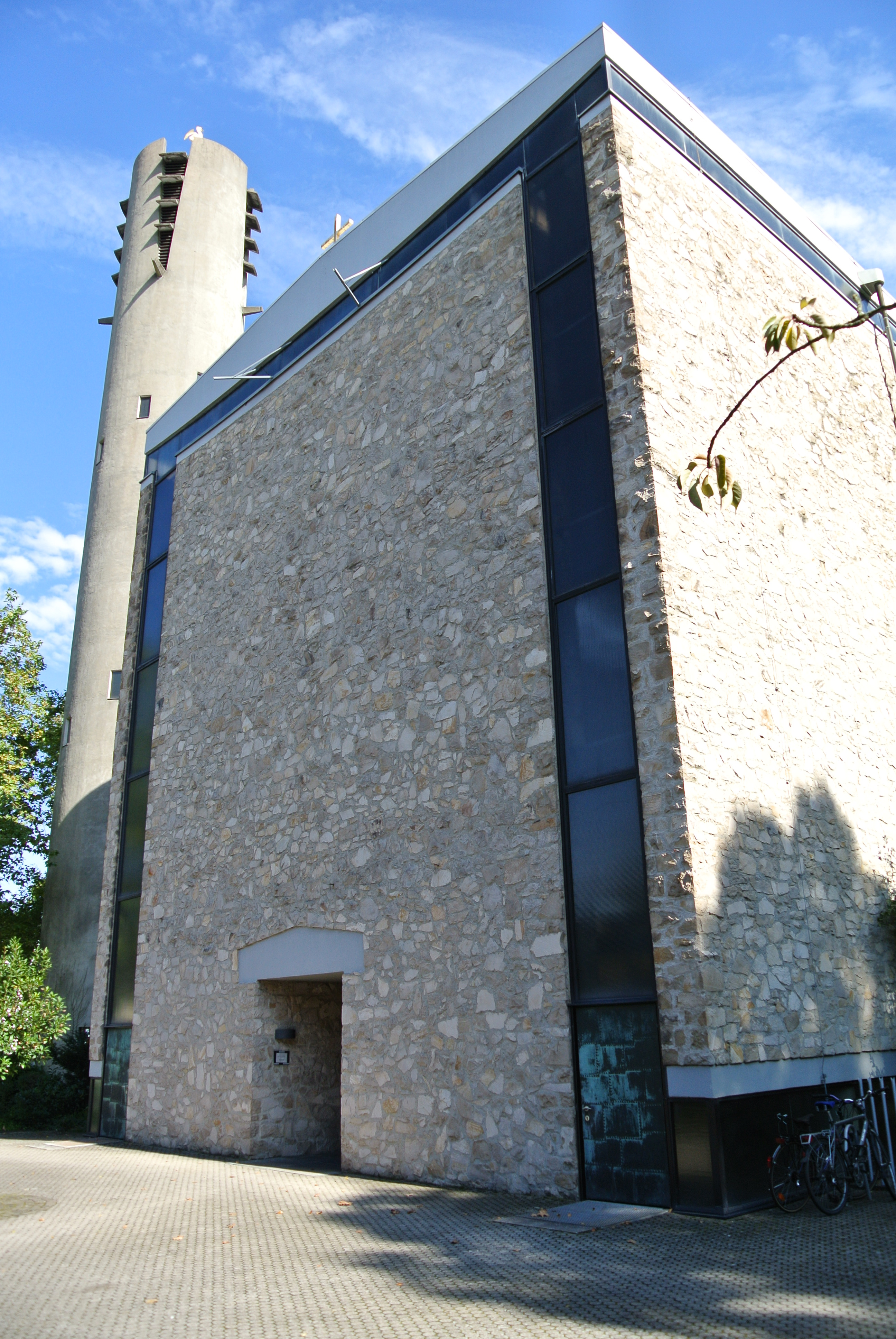
St.Wendel-Kirche von Südwesten

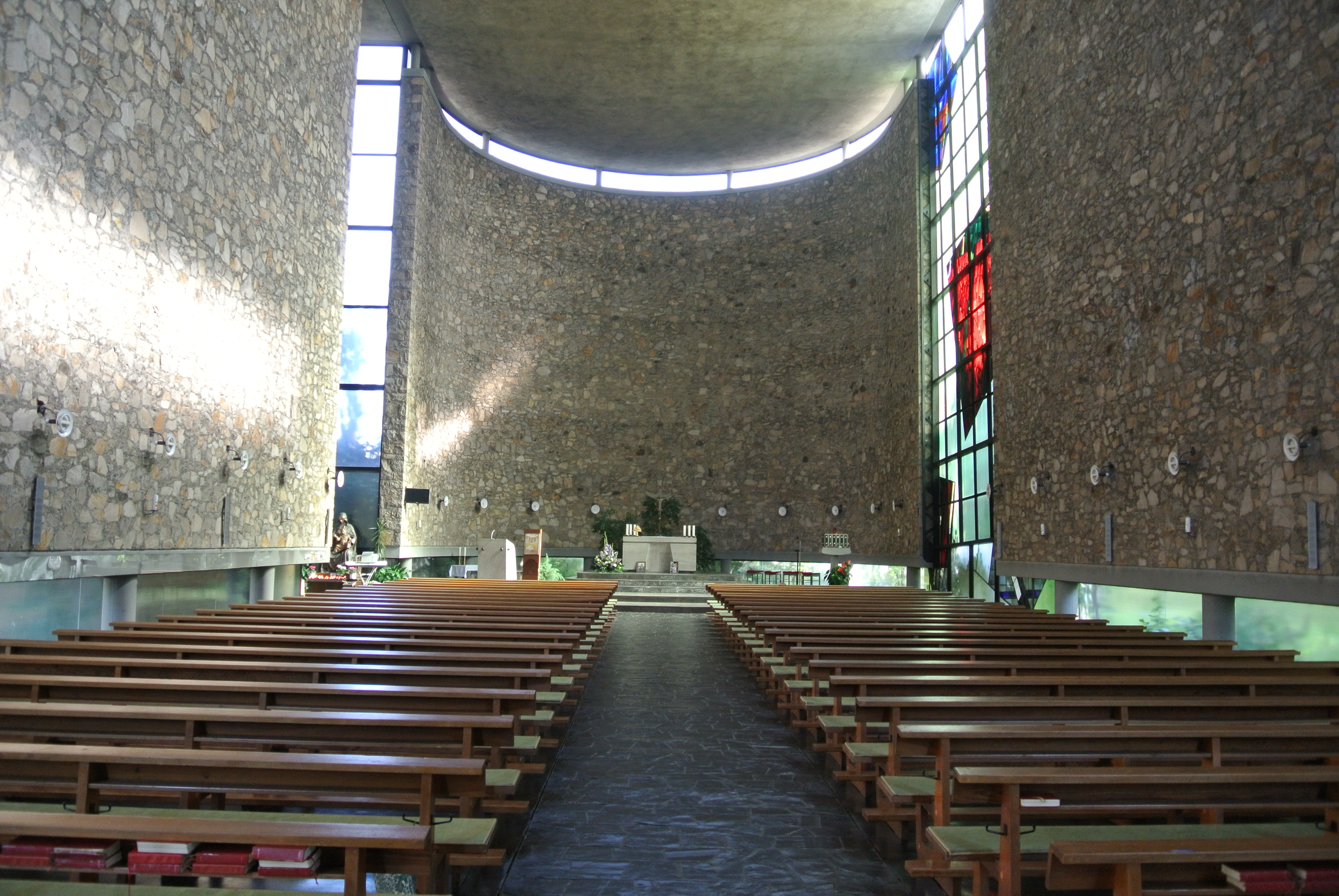
St.-Wendel-Kirche Innenraum Altar

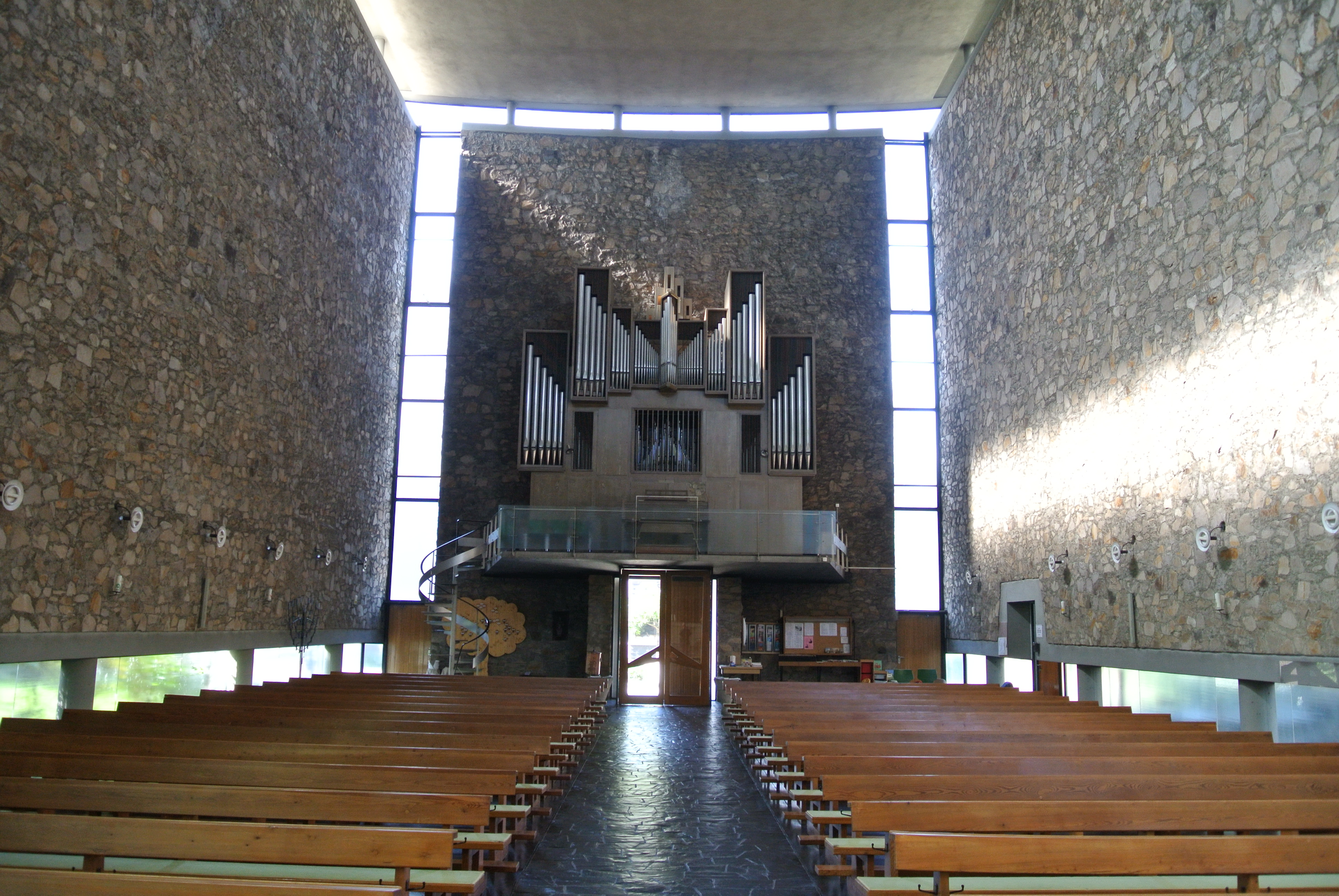
St.-Wendel-Kirche Innenraum Orgel

## Lage
Die Kirche befindet sich auf dem Sachsenhäuser Berg in einem Wohngebiet am Rande des Südfriedhofs, zwischen Altem Schützenhüttengäßchen und Heinrich-Limpert-Weg, und wird durch ein Gemeindehaus und einen Kindergarten ergänzt.

## Architektur
Die längsgerichtete Hallenkirche schließt im Osten mit einer runden Apsis ab. Sie ist etwa 42 Meter lang, 15 Meter breit und 16 Meter hoch. Nordwestlich erhebt sich ein runder, etwa 34 Meter hoher Glockenturm. Im Nordosten wird die Kirche durch eine Werktagskapelle ergänzt, deren Grundriss in verkleinerter Form dem Kirchenschiff entspricht.
Die Wände aus Bruchsteinmauerwerk bestehen aus Trachyt. Die statisch relevanten Stahlbetonteile sind sichtbar belassen. Sechzehn Stützen tragen die Wandscheiben, die durch waagerechte und senkrechte Fensterbänder gegliedert sind. Die Fensterbänder aus Drahtglas verlaufen in Bodenhöhe und unter der Decke. Sie bewirken, dass der Eindruck entsteht, die schweren Bruchsteinmauern schwebten über dem Boden. Ein breites wandhohes Fenster befindet sich an der Südseite in der Höhe des Altars. Die Kirche wurde am 10. November 1957 geweiht und 1976 durch Johannes Krahn mit seinem Sohn um ein neues Gemeindehaus ergänzt. Sie steht unter Denkmalschutz.

## Ausstattung
Das Buntglasfenster an der Südseite wurde von Georg Meistermann geschaffen. Das Altarkruzifix aus Bronze stammt von Hans Mettel. Die Goldschmiedearbeiten sind von Fritz Schwerdt und Friedrich Gebhart. Die Orgel auf der Empore über dem Haupteingang hat die Firma Förster & Nicolaus Orgelbau hergestellt. Sie umfasst 31 Register und wurde 1966 eingebaut.
Die Werktagskapelle ist hellgrau verputzt und setzt sich damit vom Natursteinmauerwerk ab. In der Kapelle befinden sich eine Holzskulptur Maria mit segnendem Kind aus dem 14. Jahrhundert, eine Holzskulptur des Heiligen Wendelin aus dem 18. Jahrhundert und ein Wollteppich von Ortrud Spatz. Die Bronzeglocken wurden 1958 von der Heidelberger Firma Friedrich Wilhelm Schilling hergestellt und klingen in den Tönen es’, f’, as’, und b’.

## Gemeinde und Geschichte
Bereits 1938 richtete der Architekt Martin Weber auf einem ehem. Brauereigelände eine Notkirche für die Gemeinde ein. Diese wurde im Krieg kaum beschädigt und erst 1957 durch den Neubau der St.-Wendel-Kirche abgelöst. Von 1969 bis 1995 wirkte Lothar Zenetti als Gemeindepfarrer an St. Wendel. Die heutige St.-Wendel-Gemeinde gehört seit 2014 zur Pfarrei Neuen Typs St. Bonifatius. In Sachsenhausen befand sich seit 1369 am Wendelsplatz eine dem Hl. Wendelin, Schutzpatron der Hirten, geweihte Kapelle; von dort ab führte der Wendelsweg in den als Tierweide genutzten Stadtwald. Die St.-Wendel-Kirche knüpft an diese Tradition an.